# 236984 Astier
236984 Astier este un asteroid din centura principală și a fost descoperit de astronomul amator francez Patrick Sogorb, în anul 2008.

## Descoperirea asteroidului
Asteroidul a fost descoperit la data de 4 august 2008, la Eygalayes, de astronomul amator Patrick Sogorb și a primit denumirea 2008 PP21.

## Denumirea asteroidului
Asteroidul poartă numele în onoarea actorului Alexandre Astier, la propunerea descoperitorului, Patrick Sogorb.

## Caracteristici
236984 Astier prezintă o orbită caracterizată de o semiaxă majoră egală cu 2,20 u.a., de o excentricitate  de 0,13 și de o înclinație de 3,8°, în raport cu ecliptica.